# Funkadelic
Funkadelic, amerikanskt musikkollektiv bildat 1968. Många musiker har medverkat under detta gruppnamn. Funkadelics skivor från 1970-talet räknas som definitiv funk. De är också kända för sitt experimenterande med psykedelisk musik i funken. Bandet är delvis synonymt med gruppen Parliament, som ofta bestod av samma medlemmar. Inspelningar som går under gruppnamnet Parliament kännetecknas av mer blåsinstrument, medan Funkadelic har gitarrer som sitt kännetecken.
Funkadelic började som backup-grupp till doo wop-gruppen The Parliaments. Medlemmar i den gruppen var George Clinton, Stingray Davis, Fuzzy Haskins, Calvin Simon, och Grady Thomas. Man ville ha en orkester med sig på sina turnéer och rekryterade först tre musiker som snabbt försvann in i lumpen. Sedan fick man med sig Eddie Hazel (gitarr), Billy "Bass" Nelson (bas), Lucios Ross (keyboards), och Ramon "Tikki" Fullwood (trummor). Efter krångel med Parliaments skivbolag beslöt man byta namn till backup-gruppens och gå allihopa under samma namn. Detta skedde 1968.
Som Funkadelic släppte man sitt debutalbum 1970. Även om bara George Clinton och de fyra musiker som från början var Funkadelic stod listade som medverkande på albumet var även alla gamla Parliaments-medlemmar närvarande, plus ett par Motown-musiker. Bernie Worrell på keyboards var en av de som inte fick credits för första albumet, men han var fulländad medlem i gruppen när de släppte sitt andra album samma år. Inför tredje albumet blev också basisten Bootsy Collins och hans bror gitarristen Catfish Collins medlemmar i gruppen.
Efter det tredje albumet lämnade flera originalmedlemmar gruppen Bill Nelson, Lucius Ross, och Eddie Hazel. Man anställde gitarristen Michael Hampton som ersättare. Man gick över till Warner Bros. Records 1975 men deras första album där, Hardcore Jollies gjorde ingen succé. Andra albumet gjorde bättre ifrån sig, men det tredje One Nation Under a Groove blev deras genombrott. Det blev deras mest köpta album och titelspåret kan ses som deras signatursång. Uppföljaralbumet Uncle Jam Wants You gjorde nästan lika bra ifrån sig och låten "(Not Just) Knee Deep" blev en stor hit på Billboards R&B-lista.
Under början av 1980-talet då gruppen stod på sin topp började den falla sönder. Medlemmar lämnade gruppen och skivbolag krånglade till det. Sångaren George Clinton påbörjade sin solokarriär 1982 och det kan man säga var slutet för både Parliament och Funkadelic. De har varit en betydande inspirationskälla för musiker som framför rap och funk-rock.
Parliament-Funkadelic invaldes i Rock and Roll Hall of Fame år 1997.

## Diskografi
Studioalbum
- Funkadelic (1970)
- Free Your Mind... And Your Ass Will Follow (1970)
- Maggot Brain (1971)
- America Eats Its Young (1972)
- Cosmic Slop (1973)
- Standing on the Verge of Getting It On (1974)
- Let's Take It to the Stage (1975)
- Hardcore Jollies (1976)
- Tales of Kidd Funkadelic (1976)
- One Nation Under a Groove (1978)
- Uncle Jam Wants You (1979)
- Connections & Disconnections (1981)
- The Electric Spanking of War Babies (1981)

Samlingsalbum (urval)
- Funkadelic's Greatest Hits (1975)
- The Best of the Early Years, Vol. 1 (1977)
- Best of Funkadelic (1976-1981) (1994)
- The Very Best of Funkadelic (1998)